# 132e méridien est
En géographie, le 132e méridien est est le méridien joignant les points de la surface de la Terre dont la longitude est égale à 132° est.

## Géographie

### Dimensions
Comme tous les autres méridiens, la longueur du 132e méridien correspond à une demi-circonférence terrestre, soit 20 003,932 km. Au niveau de l'équateur, il est distant du méridien de Greenwich de 14 694 km,.
Avec le 48e méridien ouest, il forme un grand cercle passant par les pôles géographiques terrestres.

### Régions traversées
En commençant par le pôle Nord et descendant vers le sud au pôle Sud, Le 132e méridien est passe par:
| Coordonnées           | Pays, territoire ou mer | Notes |
| --------------------- | ----------------------- | --- |
| 90° 00′ N, 132° 00′ E | Océan Arctique          | |
| 77° 00′ N, 132° 00′ E | Mer de Laptev           | |
| 71° 16′ N, 132° 00′ E | Russie                  | République de Sakha Kraï de Khabarovsk — à partir de 58° 03′ N, 132° 00′ E République de Sakha — à partir de 57° 46′ N, 132° 00′ E Khabarovsk Krai — à partir de 57° 40′ N, 132° 00′ E Oblast de l'Amour — à partir de 55° 42′ N, 132° 00′ E Kraï de Khabarovsk — à partir de 54° 56′ N, 132° 00′ E Oblast de l'Amour — à partir de 53° 09′ N, 132° 00′ E Kraï de Khabarovsk — à partir de 51° 46′ N, 132° 00′ E Oblast autonome juif — à partir de 49° 23′ N, 132° 00′ E |
| 47° 42′ N, 132° 00′ E | Chine                   | Heilongjiang |
| 45° 15′ N, 132° 00′ E | Russie                  | Kraï du Primorié — Passe juste à l'est de Vladivostok (à 43° 07′ N, 131° 54′ E) |
| 43° 06′ N, 132° 00′ E | Mer du Japon            | Passe juste à l'est de Rochers Liancourt (à 37° 14′ N, 131° 52′ E) |
| 34° 51′ N, 132° 00′ E | Japon                   | Île de Honshū — Préfecture de Shimane — Préfecture de Yamaguchi — à partir de 34° 22′ N, 132° 00′ E |
| 33° 54′ N, 132° 00′ E | Mer intérieure de Seto  | |
| 33° 19′ N, 132° 00′ E | Détroit de Bungo        | |
| 33° 05′ N, 132° 00′ E | Japon                   | Île de Kyūshū, Préfecture d'Ōita |
| 32° 49′ N, 132° 00′ E | Océan Pacifique         | Passe juste à l'est de l'Île de Pulo Anna, Palaos (à 4° 39′ N, 131° 58′ E) |
| 0° 33′ S, 132° 00′ E  | Indonésie               | Île de Nouvelle-Guinée |
| 1° 59′ S, 132° 00′ E  | Golfe de Berau          | |
| 2° 46′ S, 132° 00′ E  | Indonésie               | Île de Nouvelle-Guinée |
| 2° 54′ S, 132° 00′ E  | Mer de Céram            | |
| 5° 18′ S, 132° 00′ E  | Indonésie               | Île de Île Kur (en) |
| 5° 22′ S, 132° 00′ E  | Mer de Banda            | |
| 6° 59′ S, 132° 00′ E  | Indonésie               | Île de Fordata |
| 7° 00′ S, 132° 00′ E  | Mer d'Arafura           | Passe juste à l'est de l'Île de Larat, Indonésie (à 7° 12′ S, 131° 59′ E) |
| 11° 07′ S, 132° 00′ E | Australie               | Territoire du Nord — Péninsule de Cobourg |
| 11° 26′ S, 132° 00′ E | Golfe de Van Diemen     | |
| 12° 17′ S, 132° 00′ E | Australie               | Territoire du Nord Australie-Méridionale — à partir de 26° 00′ S, 132° 00′ E |
| 31° 52′ S, 132° 00′ E | Océan indien            | Les autorités australiennes considèrent cette zone comme partie de l'Océan Austral, |
| 60° 00′ S, 132° 00′ E | Océan Austral           | |
| 66° 11′ S, 132° 00′ E | Antarctique             | Territoire antarctique australien, Territoires revendiqués par l' Australie |